# Sh2-252
Sh2-252, nota talvolta anche col nome proprio Nebulosa Testa di Scimmia, è una nebulosa a emissione visibile nella costellazione di Orione.
Si trova nella parte settentrionale della costellazione, al confine coi Gemelli. La sua declinazione non è particolarmente settentrionale e ciò fa sì che essa possa essere osservata agevolmente da entrambi gli emisferi celesti, sebbene gli osservatori dell'emisfero boreale siano leggermente più avvantaggiati; il periodo in cui raggiunge la più alta elevazione sull'orizzonte è compreso fra i mesi di novembre e marzo.
Sh2-252 è una grande regione H II estesa per circa 25' situata entro i confini della costellazione di Orione; talvolta viene anche identificata con la sigla NGC 2175, facendo riferimento a un ammasso aperto che però potrebbe non esistere fisicamente, dato che le stelle visibili nella parte centro-meridionale della nebulosa apparterrebbero a dieci distinti agglomerati posti a distanze comprese fra 410 e 8100 parsec. In questa direzione si trova una stella blu catalogata come HD 42088, di magnitudine 7,55, che sarebbe una delle principali responsabili della ionizzazione dei gas della nebulosa; la sua posizione fisica sarebbe in una regione di intersezione fra due o forse tre nubi di idrogeno neutro atomico (H2). Oltre a questa stella ve ne sarebbero altre che concorrono alla ionizzazione, fra le quali spicca la nana bianco-azzurra LSV+20 16, di classe spettrale B1V, probabilmente una stella Be di Herbig.
All'interno della nebulosa è noto un gran numero di stelle giovani; fra queste vi sono sorgenti IRAS, fra cui spicca IRAS 06055+2039, che contiene un ammasso di stelle dall'età di appena 2-3 milioni di anni, profondamente immerso in una nube molecolare molto densa, la cui massa si aggira fra 7000 e 9000 masse solari. Sono inoltre note 5 sorgenti di onde radio, catalogate con le lettere dalla A alla E, di cui 4 sono sorgenti compatte (Sh2-252A, Sh2-252B, Sh2-252C ed Sh2-252E) e una (Sh2-252F) più dispersa e ionizzata dalla stella HD 42088; a queste si aggiunge una sorgente catalogata come Sh2-252D, ma che potrebbe corrispondere a un oggetto posto all'esterno della Via Lattea. Sh2-252E è associata a un ammasso contenente 21 stelle immerse nella regione più brillante della nebulosa Sh2-252, fra le quali spiccano due stelle di classe B e una di classe A. In aggiunta a questi oggetti, sono stati scoperti anche dei maser ad acqua e a OH.
Le misurazioni della distanza di questa nebulosa variano a seconda degli studi, e sono generalmente comprese fra i 2000 pc e i 2200 parsec; in entrambi i casi la regione viene a trovarsi all'interno del settore occupato dall'associazione Gemini OB1, un'estesa associazione OB situata a circa 1500-2000 parsec.